# De Steeg
Pour les articles homonymes, voir Steeg.
De Steeg est un village situé dans la commune néerlandaise de Rheden, dans la province de Gueldre. Le 1er janvier 2003, le village comptait 1 288 habitants.

## Galerie

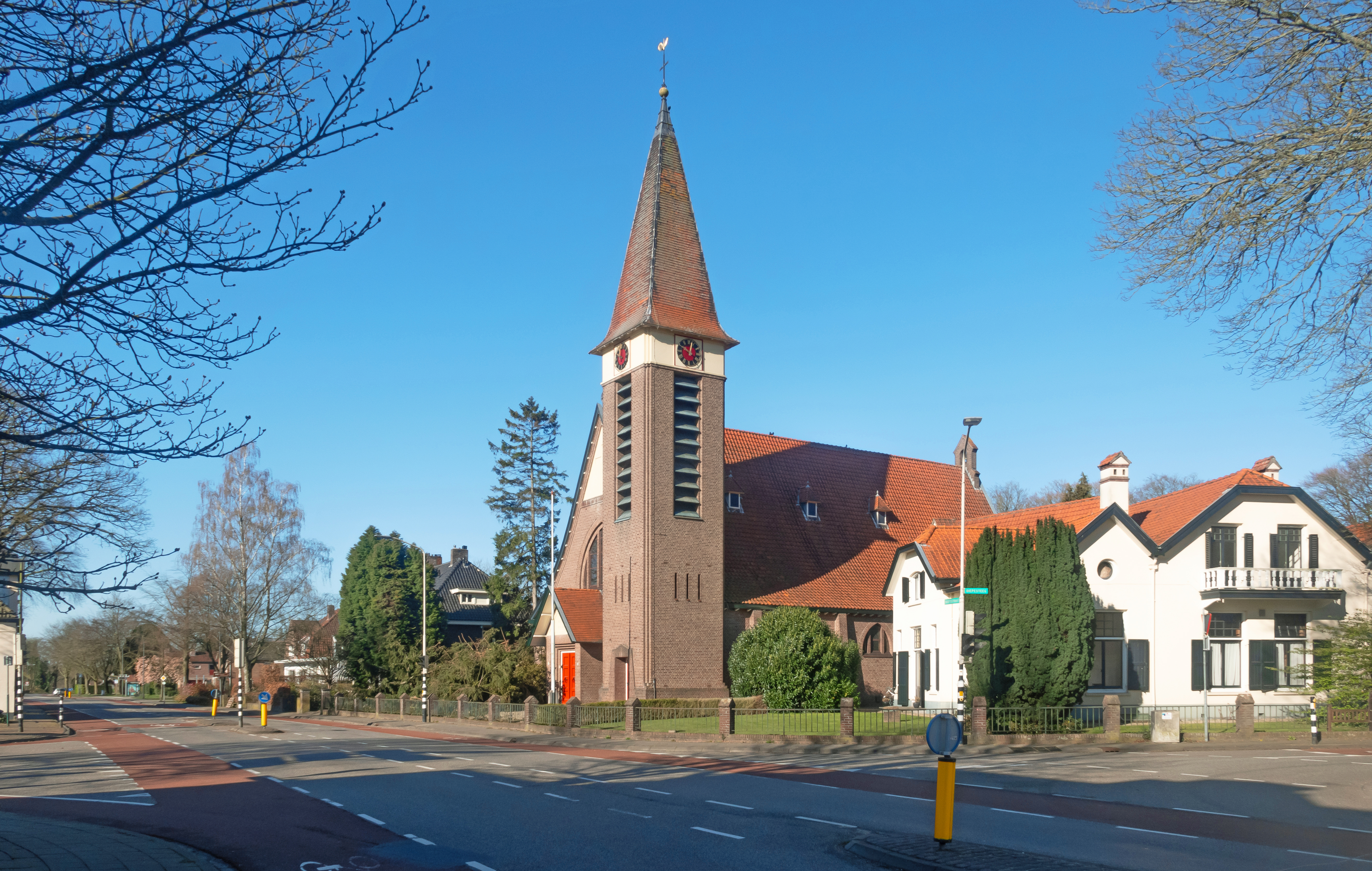
De Steeg, l'église catholique
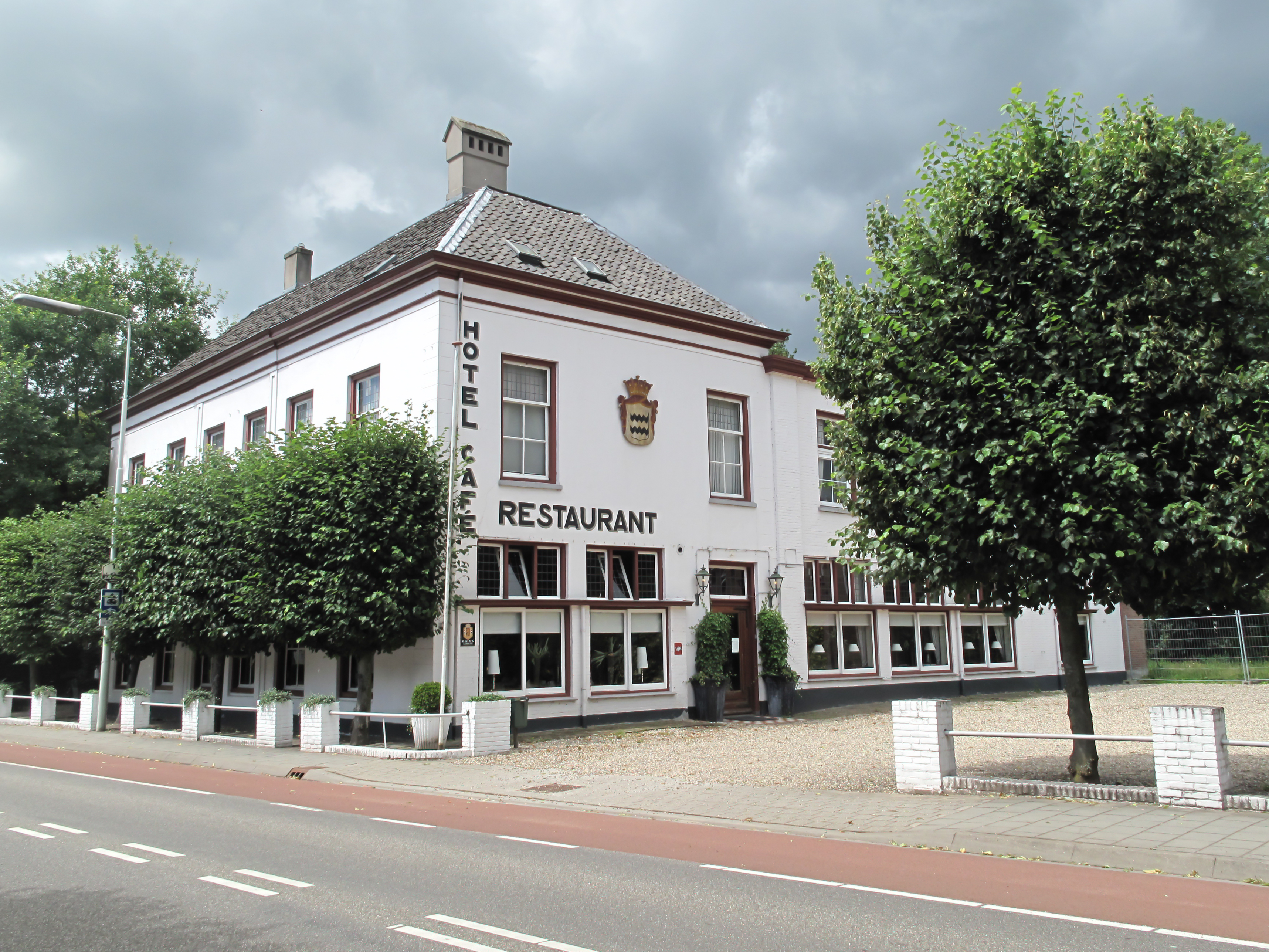
De Steeg, le secteur de la construction monumentale sur la Hoofdstraat
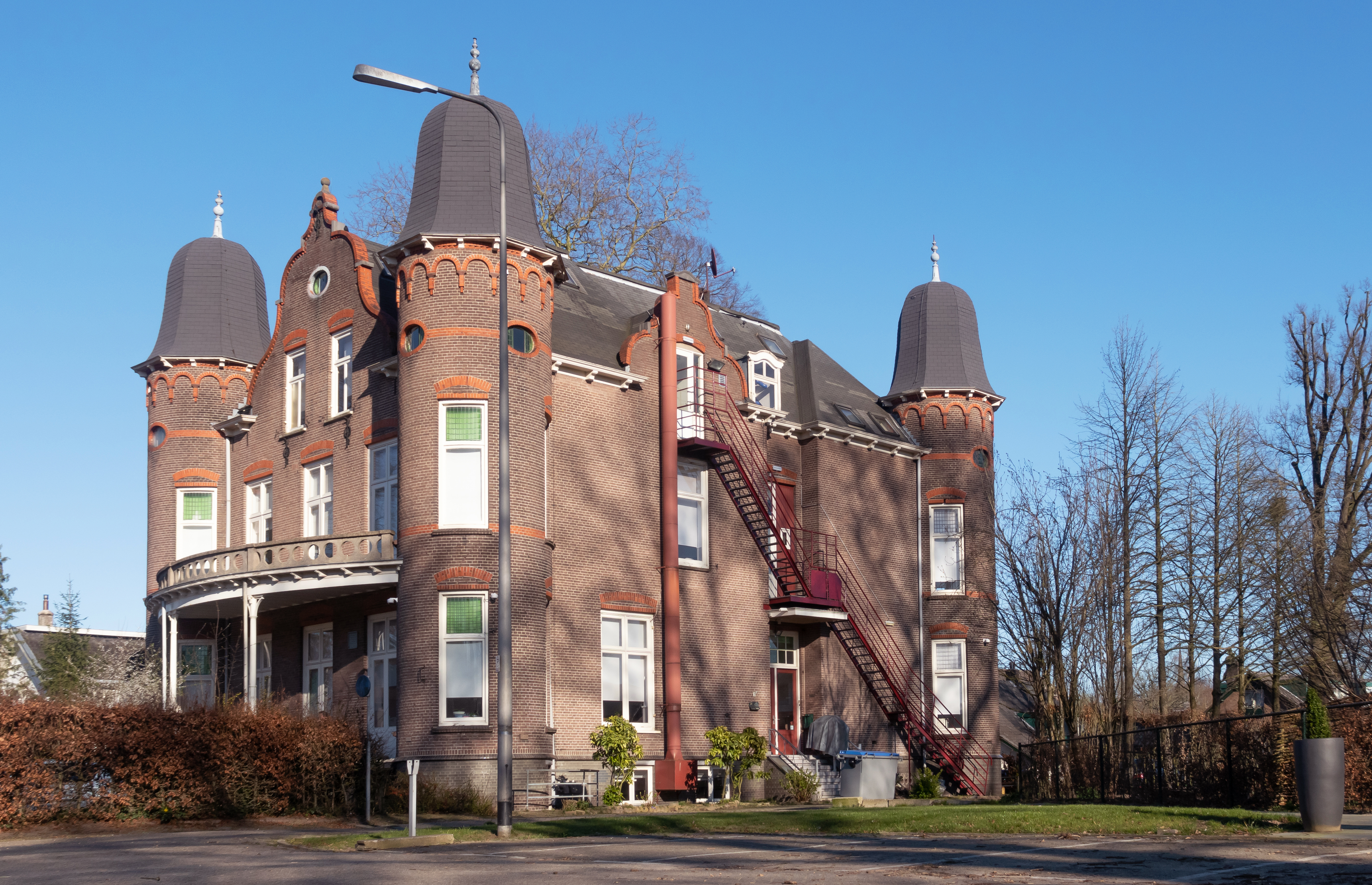
De Steeg, la villa: Huize Rhederpark
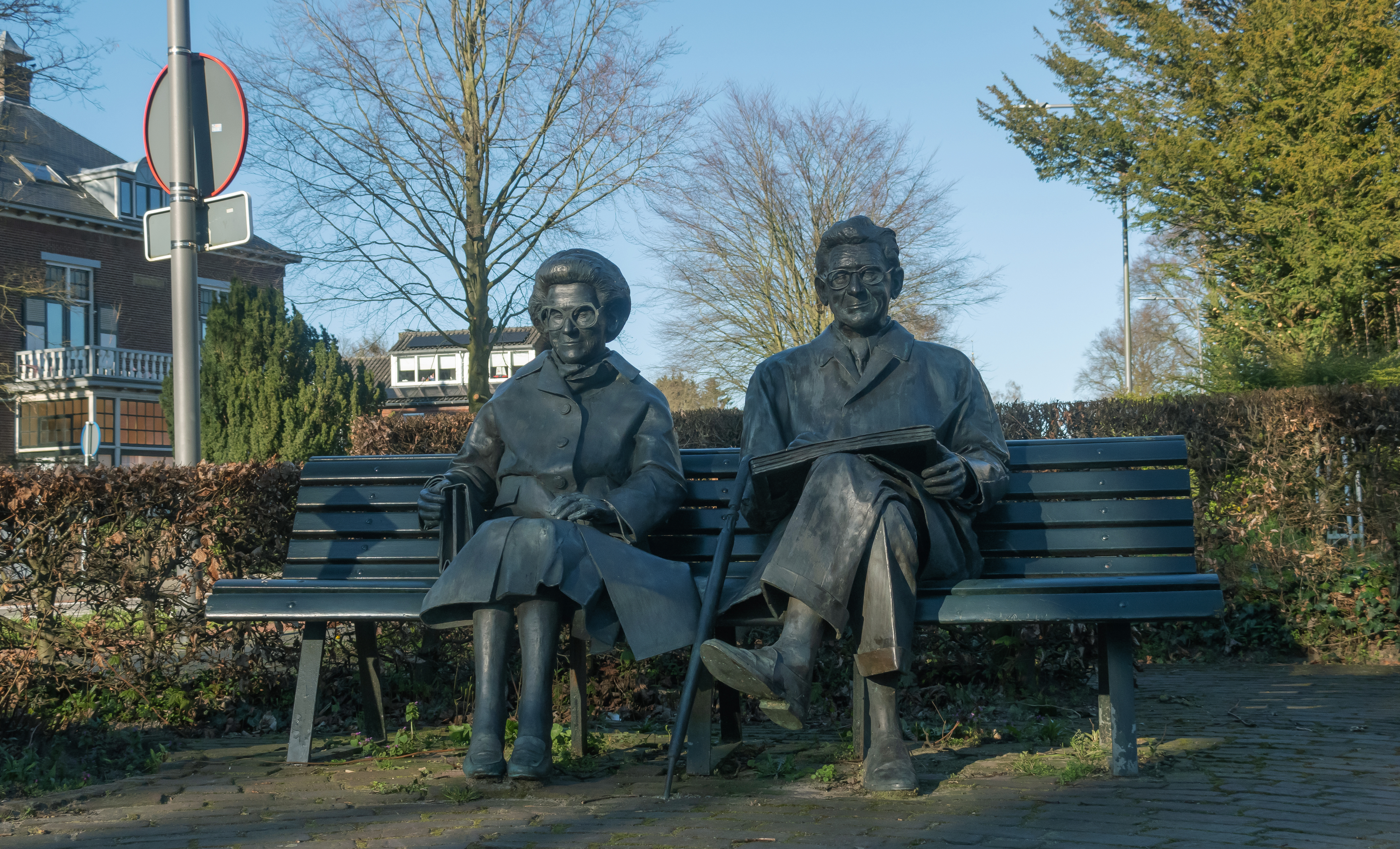
De Steeg, la statue du couple Carmiggelt

## Architecture
- Château de Middachten